# تل کردستان ۱
تل کردستان ۱ مربوط به هزاره دوم قبل از میلاد است و در شهرستان بهبهان، بخش مرکزی، دهستان حومه، روستای کردستان کوچک واقع شده و این اثر در تاریخ ۱ مرداد ۱۳۸۶ با شمارهٔ ثبت ۱۹۲۴۹ به‌عنوان یکی از آثار ملی ایران به ثبت رسیده است.